# Sosso-Bala
El sosso-bala es un balafón sagrado histórico, símbolo de libertad y cohesión del pueblo mandinga, conservado actualmente en la aldea de Nyagassola, al norte de Guinea. Es considerado como el balafón original, construido hace más de 800 años. Según la tradición oral, como la Epopeya de Sundiata que narra una historia sobre la formación del Imperio de Malí, el instrumento fue originalmente propiedad de Soumaoro Kanté, rey de Sosso, que accedió al trono en el siglo XIII. Este lo confió a su prisionero Balla Fasséké Kouyaté. Sundiata Keïta derrocó a Kanté, adquirió el balafón e hizo de Fasséké su protector y guardián. Desde entonces ha pasado de generación en generación, acompañando a lo largo de los tiempos a la trasmisión de poemas épicos e himnos.

## Características
Según la descripción de la Unesco, el sosso-bala es una especie de xilófono con una longitud aproximada de 1'5 metros, formado por 20 láminas talladas y de diversas dimensiones. Debajo de cada una de ellas se sitúa una calabaza a modo de caja de resonancia.

## Conservación
El emplazamiento de este instrumento ha variado a lo largo de la historia entre Malí y Guinea. Actualmente, el sosso-bala original y otros objetos sagrados relacionados son conservados por la familia Dökala, a la que pertenecen los hechiceros kouyaté que son descendientes de Balla Fasséké, en una choza en el pueblo guineano de Nyagassola. El patriarca o balatigui es el guardián de este balafón que sólo se toca en ocasiones especiales y para impartir enseñanza a los niños. Sin embargo, la precariedad de las instalaciones, las difíciles condiciones de vida de la aldea y la disminución del número de alumnos por el éxodo rural son los principales factores que ponen en peligro la perpetuidad de esta tradición musical, si bien el balatigui y su familia se comprometen a seguir trasmitiéndola.
En 2001 el espacio cultural del sosso-bala fue originalmente proclamado Patrimonio Cultural Inmaterial de la Humanidad, inscribiéndolo la Unesco oficialmente en la Lista Representativa en 2008.